# Pedicularis dolichorhiza
Pedicularis dolichorhiza är en snyltrotsväxtart som beskrevs av Alexander Gustav von Schrenk. Pedicularis dolichorhiza ingår i släktet spiror, och familjen snyltrotsväxter. Inga underarter finns listade i Catalogue of Life.